# 澎湖縣行政區劃列表

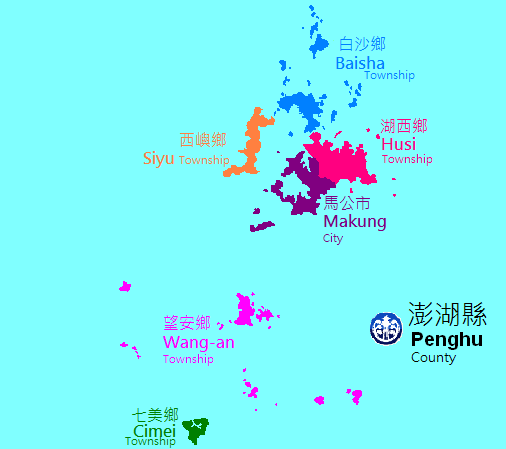
臺灣澎湖縣行政圖

澎湖縣行政區劃列表，臺灣澎湖列島今歸屬中華民國臺灣省澎湖縣，茲收錄自清領時期、日治時期以及中華民國時期的各鄉鎮行政區劃演變與沿革，列表如下：

## 列表
- 澎湖縣馬公市各里沿革列表
- 澎湖縣湖西鄉各村沿革列表
- 澎湖縣白沙鄉各村沿革列表
- 澎湖縣西嶼鄉各村沿革列表
- 澎湖縣望安鄉各村沿革列表
- 澎湖縣七美鄉各村沿革列表